# Ctenotus ingrami
Ctenotus ingrami är en ödleart som beskrevs av  Czechura och WOMBEY 1982. Ctenotus ingrami ingår i släktet Ctenotus och familjen skinkar. Inga underarter finns listade i Catalogue of Life.